# Военен клуб Русе
Военният клуб в Русе, познат през годините още като Офицерский клуб, Офицерско събрание, Военний клуб, Дом на офицера, Дом на народната войска, Дом на народната армия, Гарнизонен военен клуб, е имот, на адрес ул. „Одрин“, 4 в града. Включва многофункционална сграда на два етажа, едноетажна казармена сграда с площ 245 кв. м, летен театър с 3340 седящи места и прилежащия терен с площ 14 дка. Основната сграда е първият изграден военен клуб в България.

## История
Организациите на действащите офицери, познати като Офицерски събрания идват в България с руския окупационен корпус след края на Руско-турската Освободителна война 1877-78 г. Целта им е да осмислят свободното време на офицерите и да решават техните социални и културни потребности и интереси. Тази форма на извънказармен живот, създадена на базата на висок жизнен стандарт в изолирана обществена среда допада и на българските офицери, затова съществуването на офицерските събрания продължава и след като руските военачалници напускат България през 1885 година. Нещо повече – през 1889 г. е публикуван първият нормативно-правен документ на военните събрания: Устав на офицерските събрания, представен за одобрение от Военния министър на Княза с доклад № 342/ 31. Х. 1889. (Военен министър тогава е полковник Сава Атанасов Муткуров от 20. ІІІ. 1887 до 4. ІІ. 1891 г.) В Устава се регламентират целите, вида, състава (постоянни, временни членове, посетители, гости), управлението, правата и задълженията на членовете, избора на лицата, работещи и обслужващи събранията, отчетността на офицерските събрания – средства, платени такси за членство, правилата за вътрешния ред, работата на библиотеката и др. (ДВИА, Фонд.1, опис.І, архивна единица. 30, лист 102).
През 80-те години на деветнадесети век офицерските събрания функционират в наети помещения, което не се нрави на офицерите и особено в големите гарнизони се предприемат действия за придобиване или построяване на собствени сгради. Най-предприемчиви се оказват русенските офицери, които през 1889 година внасят искане в градския съвет за предоставяне на терен за строеж на клуб. Няколко месеца по-късно теренът е факт. Руините на турското кале, построено върху римската крепост „Сексагинта Приста“ на високия дунавски бряг пустеят и градските управници съзират възможност да извлекат максимална полза, като ги предоставят на военните, целейки да облагородят терена, разположен само на 200 м от градския център. Руините не плашат офицерите. Не ги спира и недостигът на средства. Командирът на Пета дунавска бригада /от 1892 г. Пета дунавска дивизия/ майор Христо Драндаревски изисква да му се издаде крепостен акт, с помощта на който тегли заем от търговската банка и обезпечава започването на строежа. На 12 /24/ юни 1890 г. княз Фердинанд I полага основния камък на сградата и дарява 20 хил.лв. лични средства за да подпомогне изграждането. Строежът се проточва повече от две години, но през 1893 е завършен и от началото на 1894 г. в нея кипи живот под формата на вечеринки, беседи, балове. Официалното откриване се е състояло с бал на 7 /19/ ноември 1894 г. Заповед по Русенския гарнизон №64 от 2 ноември 1894 г..
В годините на своето съществуване сградата е многократно преустройвана, за да отговори на променящите се нужди на офицерското общество в Русе. Освен традиционният концертен салон са функционирали задължителната библиотека, бюфет, игрални зали, квартири за новопристигнали в гарнизона офицери. По-късно концертната зала се преобразява в театрален и кино-салон със сцена, днес разполагащ с над 400 места. Бившите квартири на втория етаж са разширени и функционират като клубни и репетиционни зали. В началото на 1901 г. до сградата е пристроена едноетажна хотелска част, която при големия ремонт след пожара през 1922 г. е достроена с втори етаж.
В началото на 30-те години на 19 век в двора на Военния клуб е изграден първия обществен тенис корт в Русе. По-късно е преустроен в игрище за волейбол и баскетбол с трибуни за зрители.
Промените в държавното управление след 1944 г. чувствително повлияват на Военния клуб. Със Закона за офицерските събрания /обн. ДВ бр. 64/19.03.1948 г./ съществуването на Офицерските събрания като юридически лица е прекратено и имуществата им са предоставени на Министерството на народната отбрана. Това е единственият останал неотменен към настоящия момент национализационен закон.
Преминаването на военните клубове в структурите на армията оказва положително въздействие върху тях. Назначават се щатни специалисти в областта на изкуството, културата и спорта. Приобщават се все повече деца и съпруги на военнослужещите. Към клуба функционират мъжки и дамски хор, театрален състав, фото студио, мобилен киноцентър. Диригенти на големия мъжки хор са били Любен Пинтев, Руслан Райчев, Борис Хинчев и Стефан Вачев. Балетната школа се ръководи от доайена на русенския балет Паци Богатинова. В клуба като треньор по художествена гимнастика работи Стоил Казанджиев. Периодично се провеждат курсове по готварство, сладкарство, шивачество, дори и шофьорски курс. Школите също не са малко – по цигулка, пиано, акордеон, стенография, английски език. В естрадно-сатиричния състав играят бъдещите звезди Славчо Пеев и Минко Минков.
Летният театър е построен и открит през 1961 г. Негов проектант е арх. Белчо Петров, по-късно главен архитект на Русе, а строителството е осъществено съвместно от военните поделения, служителите на клуба и работници от завод „Найден Киров“. Оттогава и до днес на сцената му са гастролирали хиляди български и чужди изпълнители, оперни и балетни състави, провеждани са множество конкурси и фестивали.